# Little Cowpoke
Little Cowpoke é o álbum de estreia da banda Nickel Creek, lançado em 1993.

## Faixas
1. "Ride Cowboy Ride" - 2:56
2. "Pecos Bill" - 3:34
3. "I'm an Old Cowhand" - 2:51
4. "Chant of the Wanderer" - 2:44
5. "I Want to Be a Cowboy's Sweetheart" - 2:51
6. "Back in the Saddle Again" - 2:33
7. "Home on the Range" - 3:13
8. "Git Along Little Dogies" - 3:04
9. "Deep in the Heart of Texas" - 2:25
10. "Don't Fence Me In" - 2:46
11. "Happy Trails" - 2:31

## Créditos
- Chris Thile - Guitarra, bandolim, vocal
- Sean Watkins - Bandolim, guitarra, vocal
- Sara Watkins - Violino, vocal
- Scott Thile - Baixo, vocal